# Achada Ponta (Santa Cruz)
Achada Ponta es una localidad caboverdiana del municipio de Santa Cruz.

## Geografía
La localidad está situada en la isla de Santiago.

## Organización territorial
La localidad abarca el lugar de:
- Achada Ponta